# Norra Hörken
Norra Hörken är en sjö i Ljusnarsbergs kommun och Ludvika kommun i Västmanland och ingår i Norrströms huvudavrinningsområde. Sjön är 44 meter djup, har en yta på 12,5 kvadratkilometer och befinner sig 255 meter över havet. Vid provfiske har bland annat abborre, lake, mört och nors fångats i sjön.
Den är belägen i övre delen av Arbogaåns vattensystem. Den avvattnas av Hörksälven.
Tidigare fanns en grävd kanal, Hörks kanal, som förband sjön med Södra Hörken. Den är numera igenfylld.
Några större befolkningskoncentrationer finns inte vid Norra Hörken, det är en utpräglad skogssjö, omgiven av finnmarker. På ön Mårtens Holme har man påträffat människoben som C14-daterats till 1400-talet, vilket visar att sjön var känd och brukad redan innan svedjefinnarnas ankomst till området.
I Kyrkviken i sjöns nordöstra del finns en större badplats, Kyrkviksbadet.

## Delavrinningsområde
Norra Hörken ingår i delavrinningsområde (665852-145053) som SMHI kallar för Utloppet av Norra Hörken. Medelhöjden är 307 meter över havet och ytan är 73,22 kvadratkilometer. Det finns ett avrinningsområde uppströms, och räknas det in blir den ackumulerade arean 92,46 kvadratkilometer. Arbogaån som avvattnar avrinningsområdet har biflödesordning 2, vilket innebär att vattnet flödar genom totalt 2 vattendrag innan det når havet efter 281 kilometer. Avrinningsområdet består mestadels av skog (66 procent). Avrinningsområdet har 12,78 kvadratkilometer vattenytor vilket ger det en sjöprocent på 17,4 procent. Bebyggelsen i området täcker en yta av 0,42 kvadratkilometer eller 1 procent av avrinningsområdet.

## Fisk
Vid provfiske har följande fisk fångats i sjön:
- Abborre
- Lake
- Mört
- Nors
- Siklöja
- Öring